# Stachelbeere
Die Stachelbeere (Ribes uva-crispa, Syn.: Ribes grossularia) ist eine Pflanzenart aus der Gattung Ribes innerhalb der Familie der Stachelbeergewächse (Grossulariaceae). Sie besitzt ein weites Verbreitungsgebiet in Eurasien und Nordafrika. Die Sorten liefern Obst.

## Beschreibung

### Erscheinungsbild und Blatt

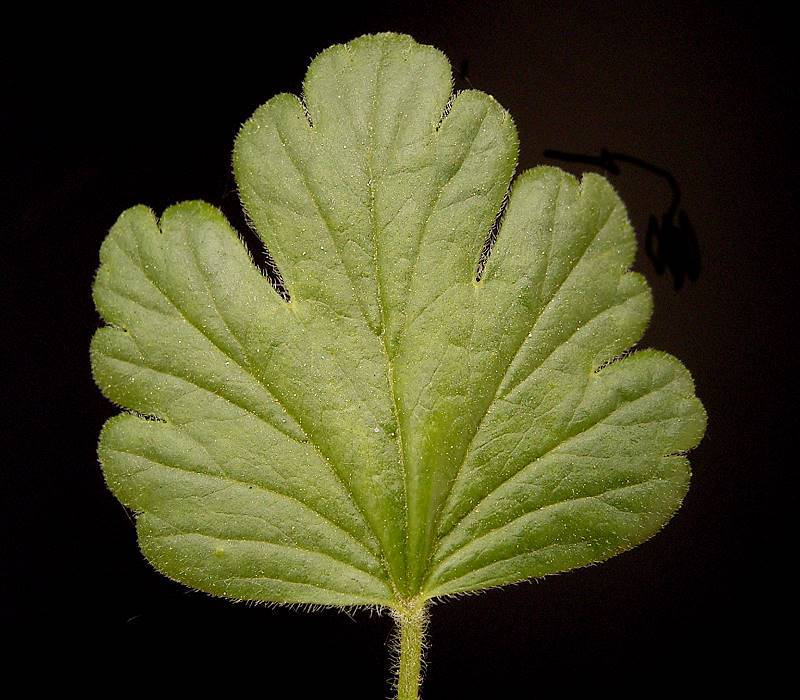
Gestieltes, behaartes Laubblatt

Die Stachelbeere ist ein sommergrüner Strauch, der Wuchshöhen von 60 bis 100, oder manchmal bis zu 150 Zentimetern erreicht. Die dunklen Äste stehen sparrig ab oder hängen bogig über, besitzen eine abschilfernde Korkhaut und sind an den Knoten, unterhalb von Kurztrieben mit meist dreiteiligen (Variation von einteilig bis fünfteilig) Dornen (nicht Stacheln) besetzt. Die Langtriebe sind mit einzeln stehenden, häufig nur haarförmigen Dornen bedeckt.
Die an älteren Zweigen meist büschelig, an den im Sommer aus den obersten Kurztrieben entstehenden Langtrieben einzeln wechselständig stehenden Laubblätter sind in Blattstiel und -spreite gegliedert. Die meist behaarte, eiförmige, gekerbte, stumpfe Blattspreite ist bei einer Länge von 1 bis 3 Zentimetern und einer Breite von 1 bis 5 Zentimetern handförmig und drei- bis fünflappig.

### Blüte und Frucht

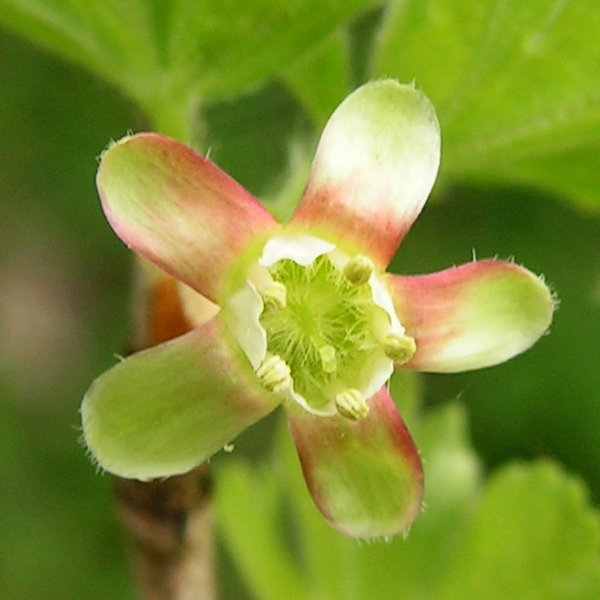
Fünfzählige Blüte

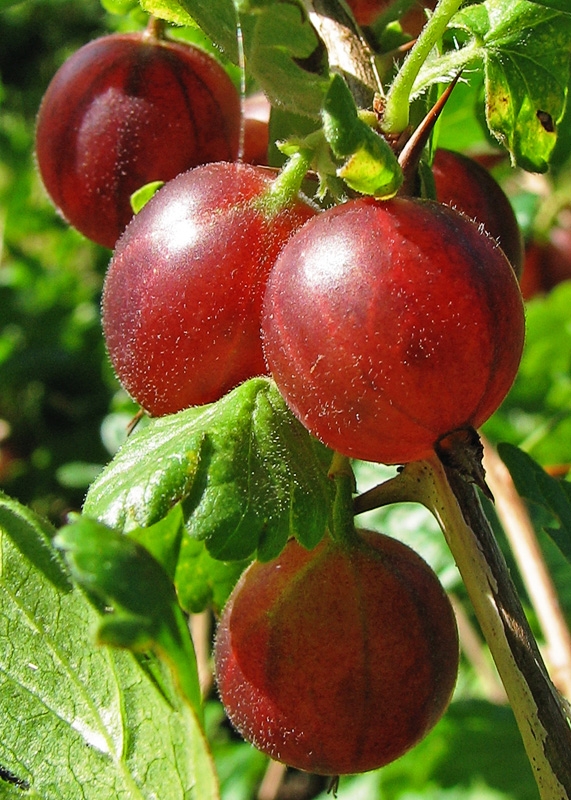
Rote Früchte einer Stachelbeer-Sorte

Die Blütezeit liegt in Mitteleuropa etwa im April bis Mai. Die hängenden Blüten sitzen einzeln bis zu dritt in den Blattachseln. In der Mitte der Blütenstiele sitzen zwei kleine Vorblätter.
Die gestielte, zwittrige, duftende Blüte ist radiärsymmetrisch und fünfzählig mit doppelter Blütenhülle. Der weich, teils drüsig, behaarte Blütenbecher ist grünlich bis rötlich. Die grünlich bis rötlich gefärbten, außen behaarten, im unteren Teil verwachsenen Kelchblätter sind bei einer Länge von 4 bis 7 Millimetern länglich und zurückgekrümmt. Die kleinen und aufrechten Kronblätter sind weißlich bis rosa. Es sind 5 Staubblätter und ein unterständiger, einkammeriger Fruchtknoten mit zwei zusammenstehenden, im unteren Teil behaarten Griffeln vorhanden. Es ist ein dünner Diskus ausgebildet.
Die hängende, meist anfangs fein behaarte und zuletzt kahle, vielsamige Beere mit Perianthresten an der Spitze, kann bei einem Durchmesser von 1 bis 3 Zentimetern ellipsoid bis kugelig sein. Die Fruchtfarbe ist je nach Sorte grün, gelb bis purpurrot. Die Reifezeit der Früchte liegt in Mitteleuropa im Juli und August.

### Chromosomensatz
Bei der Stachelbeere beträgt die Chromosomengrundzahl n = 8, sie ist diploid also 2n = 16.

### Unterscheidung der Wildform und Gartenformen
Die Wildform (Ribes uva-crispa var. uva-crispa) unterscheidet sich von der Kulturform (Ribes uva-crispa var. sativum DC.) durch deutlich kleinere Früchte und eine kurze, weiche und drüsenlose Behaarung des Fruchtknotens, während der der Gartenstachelbeere drüsenborstig oder kahl ist. Die Unterscheidung der echten Wildformen von Sämlingen der Gartenstachelbeere ist schwierig bis unmöglich.

## Ökologie

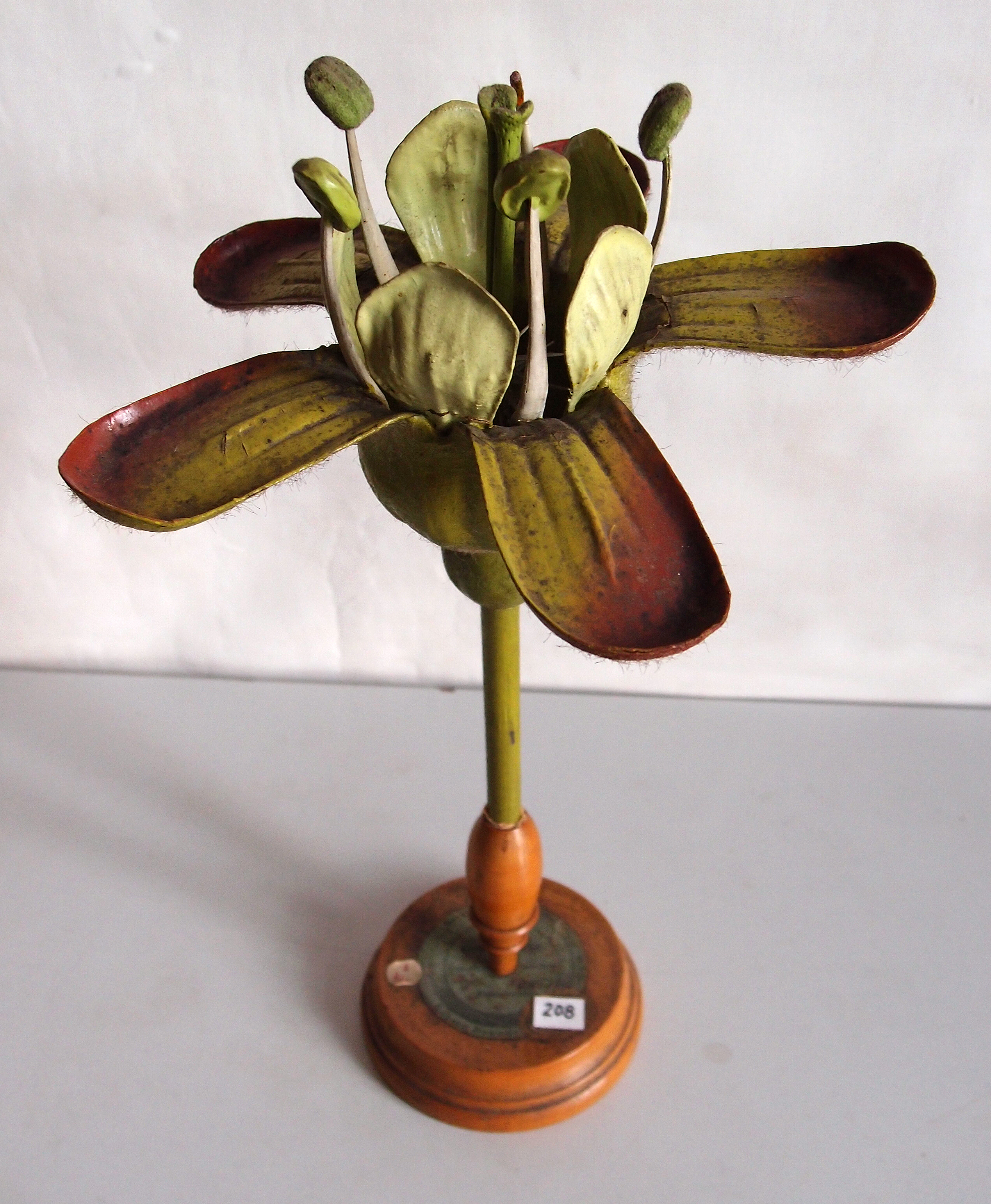
Modell der Blüte einer Stachelbeere, Botanisches Museum Greifswald

Die Stachelbeere ist ein Flachwurzler. Die vegetative Vermehrung erfolgt durch Absenker von Seitenzweigen, die von Laub bedeckt sind. Die Stachelbeere hat nur eine Korkschicht als Periderm, daher fehlt eine Borke. Er bildet eine arbuskuläre Mykorrhiza aus.
Blütenökologisch handelt es sich um kleine, vorweibliche „Glockenblumen“ mit klebrigem Pollen. Der Zugang zum reichlich abgegebenen Nektar ist durch Griffelhaare mehr oder weniger versperrt. Die reife Narbe ist klebrig. Die Bestäubung erfolgt durch Fliegen und Bienen.
Die Beeren gehen aus dem Fruchtknoten und dem Blütenboden hervor. Die Samen enthalten Chlorophyll und sind von einem schleimigen Samenmantel umgeben. Die Ausbreitung der Samen erfolgt durch Tiere, hauptsächlich Vögel, welche die Beeren fressen.
Ein Schädling für Ribes-Arten ist der Rostpilz Cronartium ribicola, der auch fünfnadelige Kiefern-Arten, beispielsweise Pinus strobus befällt, aber Pinus peuce verschont.

## Vorkommen
Die Stachelbeere ist in fast ganz Europa verbreitet, nördlich geht sie bis 63° nördlicher Breite, in Südeuropa ist sie in den Gebirgen zu finden, außerdem wächst sie in Nordafrika, dem Kaukasus, Kleinasien und dem Himalaya, östlich kommt sie bis China vor. Durch die leichte Verwilderung und die schwierige Unterscheidung verwilderter Formen von der echten Wildpflanze ist die detaillierte, ursprüngliche Verbreitung nicht mehr feststellbar.
Die Stachelbeere wächst wild auf mäßig trockenen bis frischen nährstoff- und basenreichen, oft kalkhaltigen Standorten. Sie erträgt Schatten und kommt in Hecken, Gebüschen, Schlucht- und Bergwäldern, Auen und in Laubwäldern vor. Sie ist eine Charakterart der Ordnung Prunetalia, kommt aber auch in Pflanzengesellschaften der Verbände Tilio-Acerion und Alno-Ulmion vor. Häufig verwildert die Stachelbeere aus Gärten.
In den Allgäuer Alpen steigt sie beim Sender auf dem Grünten in Bayern bis zu einer Höhenlage von 1700 Meter auf.
Die ökologischen Zeigerwerte nach Landolt et al. 2010 sind in der Schweiz: Feuchtezahl F = 3w (mäßig feucht aber mäßig wechselnd), Lichtzahl L = 3 (halbschattig), Reaktionszahl R = 3 (schwach sauer bis neutral), Temperaturzahl T = 3+ (unter-montan und ober-kollin), Nährstoffzahl N = 4 (nährstoffreich), Kontinentalitätszahl K = 4 (subkontinental).

## Verwandte Arten
Nahe verwandt ist Ribes sardoum U. Martelli, ein Endemit Sardiniens.

## Namen
In Teilen Österreichs sind u. a. auch die volkstümlichen Bezeichnungen Ågråsl, Ogrosl (von 'agrassonièr (okzitanisch)), Mei(t)schg(a)le und Mauchale (beide Kärnten), Mugatze (Salzburg) und Mungatzen (Steiermark) gebräuchlich. In der Schweiz gibt es die volkstümlichen Bezeichnungen Chrosle oder Chruselbeeri. Die Siebenbürger Sachsen (in Rumänien) sprechen vom Ägrisch. Im Westen der Pfalz heißen sie auch Druscheln. Im Schwarzwälder Hochwald ist sie auch unter Droscheln bekannt. Die Schweizerische Vereinigung für Vegetarismus führt auf ihrer Homepage noch die Bezeichnungen: Heckenbeere, Krausbeere, Krusebeere und Krusle als Synonyme auf.
Früher wurde die Stachelbeere auch als Klosterbeere bezeichnet.
Das Artepitheton uva-crispa ist abgeleitet von den lateinischen Wörtern uva für „Traube“ und crispus für „kraus“. Unklar ist, ob damit auf die traubenförmigen Fruchtstände und die gelappten Blätter der Ribes-Arten Bezug genommen und dies auf die drüsenborstigen Früchte der Stachelbeere übertragen wurde oder ob die Ähnlichkeit der Frucht mit einer behaarten Weinbeere den Anlass gab. Das könnte auch die zahlreichen Varianten der Bezeichnung „Kräuselbeere“ erklären.

## Nutzung

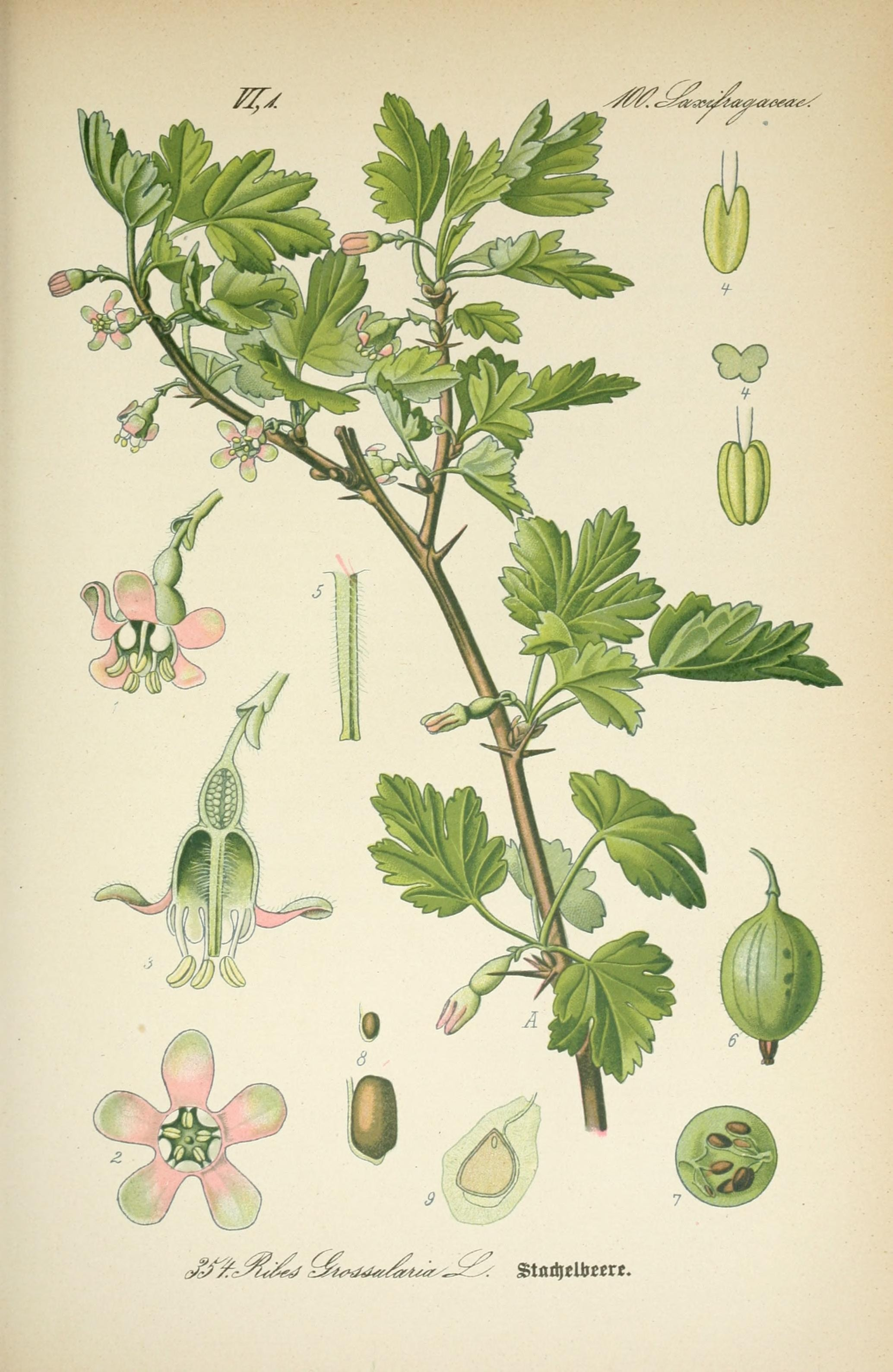
Illustration von Walter Müller aus Thomé: Flora von Deutschland, Österreich und der Schweiz, in Wort und Bild, für Schule und Haus; mit … Tafeln …, Tafel 354

Die Stachelbeere wird etwa seit dem 16. Jahrhundert als Beerenobst angebaut. Zur Herauszüchtung der Gartenformen wurden teilweise weitere Arten eingekreuzt. Die zahlreichen, teilweise durch Einkreuzung anderer Arten entstandenen Gartenformen werden vegetativ vermehrt durch Absenker oder Veredelung, beispielsweise als Hochstämmchen, wobei dafür als Unterlage häufig die Gold-Johannisbeere (Ribes aureum) verwendet wird.
Die Früchte werden als Kompott und Kuchenbelag oder zur Marmeladenherstellung und Hausweinveredelung verwendet, häufig aber auch roh gegessen.

### Weltproduktion
2021 betrug die Welternte an Stachelbeeren 91.018 Tonnen. Das Land mit der größten Stachelbeerenproduktion der Welt war Russland, das 86,9 % der weltweiten Ernte produzierte. Europa war für etwa 99,9 % der Welternte verantwortlich.
Die größten Stachelbeeren-Produzenten waren 2021:
| Produktionsland        | Menge in t |
| ---------------------- | ---------- |
| Russland               | 79.100     |
| Ukraine                | 8.900      |
| Vereinigtes Königreich | 2.293      |
| Welt                   | 91.018     |

### Sorten (Auswahl)
- 'Achilles': violett-rote bis rote Frucht, guter Geschmack, mitteldicke Schale, leicht pflückbar, hoher Ertrag, sehr stark anfällig gegenüber Mehltau und gegen Blattfallkrankheit, mittlere Bestachelung[17]
- 'Grüne Kugel': breitovale große Frucht, hellgrün mit dicker, fester Schale. Süßsäuerlich-aromatisch, hoher Ertrag. Sehr mehltauanfällig, neigt zum Platzen[17]
- 'Hinnomaeki Gul.': mittelgroße, dunkelgelbe Frucht, weitgehend widerstandsfähig gegen Mehltau[18]
- 'Hinnomaeki Rot': große, rote Frucht, mittlerer bis hoher Ertrag, weitgehend widerstandsfähig gegen Mehltau[19]
- 'Invicta': grüne, mittelgroße, ovale Früchte mit dicker Schale, hoher Ertrag, leicht pflückbar, kurze weiche Stacheln, mehltaufest[20]
- 'Pax': rote, leicht behaarte Frucht, widerstandsfähig gegen Mehltau[18][19]
- 'Remarka': mittelrote, hochrunde, nicht behaarte Früchte, säuerlicher Geschmack, widerstandsfähig gegen Mehltau[20][19]
- 'Reverta': gelbe, sehr süße, behaarte Frucht mit wenig Säure, mittlerer bis hoher Ertrag, widerstandsfähig gegen Blattfallkrankheit[20][19]
- 'Rokula': dunkelrote, mittelgroße Frucht, hoher Ertrag, für Anbau in Hecken, wenig Mehltau[20][19]
- 'Rolonda': dunkelrote, mittelgroße Früchte, angenehm säuerlicher Geschmack, hoher Ertrag, widerstandsfähig gegen Mehltau, platzfest[20][19]
- 'Xenia': hellrote große Frucht, etwas mehltauanfällig, schwacher Wuchs, guter Geschmack[18]

### Inhaltsstoffe
| 100 g Stachelbeeren enthalten durchschnittlich: |        |               |         |       |          |         |           |          |           |           |          |         |
| Energie                                         | Wasser | Kohlenhydrate | Protein | Fett  | Kalium   | Calcium | Magnesium | Phosphor | Vitamin C | Vitamin E | Folsäure | Carotin |
| 184 kJ (44 kcal)                                | 85,7 g | 8,5 g         | 0,8 g   | 0,2 g | 200,0 mg | 30,0 mg | 15,0 mg   | 30,0 mg  | 35,0 mg   | 0,6 mg    | 3,0 µg   | 0,2 mg  |

### Anbau
Die Stachelbeere kann wurzelecht oder als Veredelung als Halbstamm oder Hochstamm kultiviert werden. Halb- und Hochstämme erleichtern Pflegearbeiten und Ernte bei stark bedornten (meist bestachelt genannt) Sorten. Die Stachelbeere stellt keine besonders hohen Ansprüche an Boden und Klima; die Standorte sollen warm und nicht zu trocken sein. Die Stachelbeere benötigt regelmäßigen Schnitt im Frühjahr mit Auslichten und Einkürzen der Triebe. Bei der Sortenwahl sollte die unterschiedlich ausgeprägte Empfindlichkeit gegen den Amerikanischen Stachelbeermehltau berücksichtigt werden.

## Kreuzung mit einer anderen Art
Eine Kreuzung von Stachelbeere (Ribes uva-crispa) mit der Schwarzen Johannisbeere (Ribes nigrum) ist die Jostabeere (Ribes × nidigrolaria).